# Johann Schneidewein

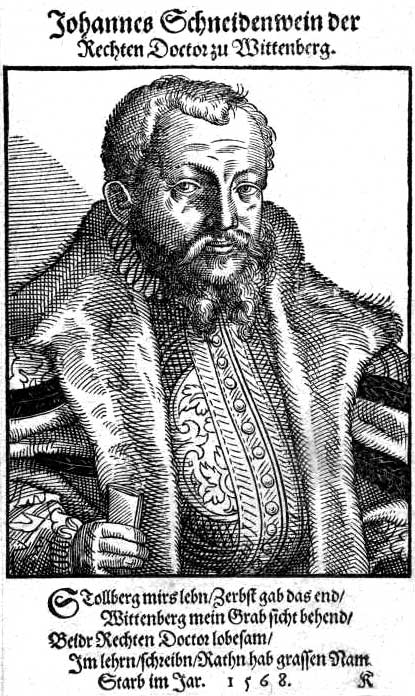
Johann Schneidewein

Johann Schneidewein, auch: Johannes Schneidewind, Schneidewin und Ioannes Schneidewinius oder gräzisiert: Oinotomos (* 20. Dezember 1519 in Stolberg (Harz); † 4. Dezember 1568 in Zerbst), war ein deutscher Jurist, Ziehsohn und Schüler Martin Luthers, schwarzburgischer Kanzler, Rektor der Universität Wittenberg und Vertreter des Kurfürsten von Sachsen am Reichskammergericht in Speyer.
Sein Hauptwerk, ein Kommentar zu den Institutionen, der ab 1571 nach seinem Tod, 1573 auch von seinem Lehrstuhlnachfolger in Wittenberg Matthias Wesenbeck herausgegeben wurde, fand europaweite Verbreitung und erlebte in zwei Jahrhunderten mehr als achtzig Auflagen. Die Aufnahme und Bearbeitung des gesamten gemeinen und kanonischen Rechts, der Reichsabschiede, der peinlichen Halsgerichtsordnung Karls V. sowie des sächsischen Rechts verleihen dem Werk eine allumfassende Bedeutung in Form einer Gesamtbearbeitung des damaligen Rechts der protestantischen Lehre.
Er ist einer der Mitverfasser der Kursächsischen Konstitutionen von 1572, welche bis zur Einführung des Bürgerlichen Gesetzbuches für das Königreich Sachsen 1863 fast 300 Jahre Bestand hatten.
Sein älterer Bruder Heinrich Schneidewein (Schneidewin(d)) war ebenfalls Jurist, einer der ersten Juraprofessoren und Rektoren der damals neu gegründeten protestantischen Universität Jena sowie sachsen-weimarischer Kanzler in Weimar und schwarzburg-sondershäusischer Kanzler in Arnstadt.

## Leben
Johann Schneidewein wurde als Sohn des gräflich stolbergischen Rates und vormaligen Rentmeisters Heinrich Schneidewein (auch Heinrich Schneidewin und Heinrich Snydewint, * um 1457 in Wiehe; † 1530 in Stolberg), der ein vertrauter Freund Martin Luthers war, und seiner Frau Ursula Schweinfurt (1485–1549) 1519 in Stolberg geboren. Er immatrikulierte sich bereits in seinem zehnten Lebensjahr 1529 an der Universität Wittenberg. Dort fand er für fast zehn Jahre als Hausgenosse – wie auch sein älterer Bruder Heinrich, der spätere deutsche Jurist, Juraprofessor, Rektor der Universität Jena sowie sachsen-weimarischer Kanzler in Weimar und schwarzburgisch-sondershäusischer Kanzler in Arnstadt – seit dem Jahre 1523/24 durch Vermittlung seines Vaters im Hause Martin Luthers Aufnahme. Dadurch lernte er unter anderem Philipp Melanchthon, Justus Jonas den Älteren und Johannes Bugenhagen kennen. Besonders aber von Veit Dietrich gefördert absolvierte er zunächst ein Studium der sieben freien Künste. So vorgebildet widmete er sich einem Studium der Rechtswissenschaften.
Luther riet ihm und vermittelte ihm sehr ernsthaft, entgegen dem Wunsch seiner Mutter, sich im Alter von zwanzig Jahren mit Anna Döring, der Tochter des angesehenen Wittenberger Druckers und Verlegers Christian Döring zu verheiraten, der zusammen mit dessen Geschäftspartner Lucas Cranach dem Älteren das Septembertestament Luthers von 1522 und weitere Werke Luthers verlegte und mit dessen Wagen und Pferden Luther auch zum Reichstag nach Worms gebracht worden war. So zog Schneidewin aus dem Lutherhaus aus und konnte 1545 (oder bereits 1544) durch ein emsiges Studium den akademischen Grad eines Lizentiaten der Rechtswissenschaft erwerben.  Daraufhin erhielt er das Amt des Kanzlers am Hof des Grafen Günther von Schwarzburg in Arnstadt. Dennoch begab er sich nach vier Jahren wieder nach Wittenberg, wo ihm 1551 eine ordentliche Professur der Rechte übertragen wurde. Als Professor der Institutionen promovierte er zum Doktor der Rechtswissenschaften und vermittelte als solcher im Wesentlichen den Stoff seiner geistigen Lehrer Hieronymus Schurff, Kilian Goldstein und Melchior Kling.
Bald wurde er Appellationsrat, übernahm eine Stelle am Schöppenstuhl und war auch in kurfürstlichen Angelegenheiten aktiv. So war er 1557 Vertreter des Kurfürsten am Reichskammergericht in Speyer, legte Streitigkeiten des Landgrafen von Hessen bei und verwaltete auch das Rektorat der Akademie in Wittenberg. Gesundheitlich angegriffen reiste er mit Michael Teuber im Winter 1568 nach Zerbst, um dort den Rat in rechtlichen Angelegenheiten zu beraten. Man fand ihn am Morgen des 4. Dezember tot in seinem Bett auf und überführte den Leichnam am Folgetag nach Wittenberg, wo er am 6. Dezember in der Schlosskirche Wittenberg, unweit des Luthergrabes, beigesetzt wurde.

## Lehre und Werk

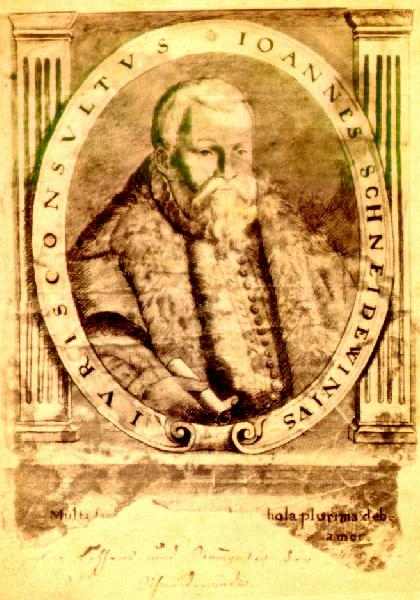
Nach 1568 entstandenes Porträt von Schneidewein

Sein Hauptwerk ist ein Kommentar zu den Institutionen, der 1571 im angesehenen Verlag Rihelius in Straßburg erschien und 1573 auch von Matthias Wesenbeck herausgegeben wurde. Das Werk erlebte in zwei Jahrhunderten mehr als achtzig Auflagen und erschien in Straßburg, Venedig, Frankfurt am Main, Köln, Wittenberg, Genf und Lyon teilweise unter Nennung des Verfassers Johann Schneidewein (Schneidewind) unter dessen griechischem Autorennamen Oinotomos.
Seine Werke fanden Verbreitung in ganz Europa und fanden Aufnahme in den Universitäts- und Stadtbibliotheken u. a. von Budapest, Rom, Lyon, London, neben zahlreichen deutschen Bibliotheken. Die Aufnahme und Bearbeitung des gesamten gemeinen und kanonischen Rechts, der Reichsabschiede, der peinlichen Halsgerichtsordnung Karls V. sowie des sächsischen Rechts verleihen dem Werk ein allumfassendes Wesen in Form einer Gesamtbearbeitung des damaligen Rechts der protestantischen Lehre. Es ist in jüngster Vergangenheit im Jahr 2004 in einem Neudruck mit einem Vorwort von Professor Gunter Wesener wieder erschienen, wobei die Bedeutung des Kommentars für die Einführung des römisch-gemeinen Rechts in die österreichische Rechtswissenschaft, Lehre und Praxis im 17. Jahrhundert besonders bemerkt wird. Diesen Neudruck mit Vorwort wiederum bespricht Professor Gerhard Köbler, der die Bedeutung Johann Schneidewins für die methodische Entwicklung des Privatrechts unterstreicht sowie dessen Einwirken auf die Entstehung der Kursächsischen Konstitutionen und das Württembergische Landrecht.
Von Melanchthon beeinflusst versucht Schneidewein in seinem Kommentar Analyse und Synthese zu verbinden. Dabei verwirft er nicht die Glosse und Kommentare, macht jedoch von diesen nur einen beschränkten Gebrauch.
Johann Schneidewind ist einer der Mitverfasser der Kursächsischen Konstitutionen von 1572, welche bis zur Einführung des Sächsisches Bürgerlichen Gesetzbuches 1865 fast 300 Jahre Bestand hatten. Weiterhin nahm er durch seine Arbeiten Einfluss auf das Württembergische Landrecht, welches ebenfalls eine bedeutende Gesetzgebung des 16. und 17. Jahrhunderts darstellt.
Ein Teil der Lehre Schneidewins wurde von der Inquisition, insbesondere zuerst in Parma 1580, später auch in Spanien und in Venedig, beanstandet und sein Kommentar in die Indices librorum prohibitorum Clemens VIII., Innozenz XI. sowie Gregors XVI. aufgenommen. Seine in Venedig erschienenen Ausgaben wurden von dem Jesuiten und päpstlichen Legaten Antonio Possevino zensiert.
Beanstandet wurde, dass Schneidewin die Konstantinische Schenkung als Fiktion ansah und so den Machtanspruch der römischen Kurie bestritt.
Weiter wurde beanstandet, dass Schneidewin sich bei schweren Verbrechen gegen das nach kanonischem Recht zulässige Kirchenasyl aussprach. Schneidewin begründet dies mit einer Stelle aus dem Matthäusevangelium, wo berichtet wird, dass Jesus Händler aus dem Tempel gejagt habe; wenn er schon diese verjagen würde, so Schneidewin, würde er erst recht Räuber und Mörder dort nicht dulden.
Schließlich wurden noch seine Ausführungen zum Eherecht beanstandet, die teilweise nicht mit dem kanonischen Recht übereinstimmen, insbesondere da die Scheidung in bestimmten Fällen anerkannt wird, wobei Schneidewin hier, in Fragen des Familien und Ehescheidungsrechts, den reformatorischen Standpunkt seines Lehrers und Ziehvaters Luther vertrat.

## Familie
Schneidewein verheiratete sich am 31. August 1539 in Wittenberg mit Anna Döring (* ± 1522 in Wittenberg † 21. Oktober 1572 ebenda), der Tochter des Verlegers Christian Döring. Aus der Ehe sollen 16 Kinder, nach anderen Quellen bis 18 Kinder stammen, von welchen neun Kinder den Vater überlebten. Von den Kindern kennt man:
1. So. Johann Schneidewein (* ± 1541 in Wittenberg; † 19. November 1617, begr. 23. November 1617 in Zwickau) immatr. 2. Mai 1558 Uni. Wittenberg, Protonotar und Sekretär des Oberkonsistoriums in Dresden & Zwickau, verh. 27. Januar 1568 in Wittenberg mit Agnes Milich, der Tochter des Prof. Dr. med Jakob Milich
2. So. Günther Schneidewein (* 28. Mai 1548 in Arnstadt; † 25. Februar 1604 in Weimar) immatr. 2. Mai 1558 Uni. Wittenberg, 1575 Hof und Konsistorialrat der Herzöge Friedrich Wilhelm und Johann von Sachsen-Weimar, verh. 5. September 1575 mit Regina Baumgarten (auch: Baumgartner, Paumgartner † 6. März 1622 in Weimar), der Witwe des Dr. jur. Johannes Pontanus (auch Brück, Brückner; * Eisleben; † 9. Juli 1572 in Wien),
3. To. Anna Schneidewein (* 1553 in Wittenberg; † 8. Oktober 1622 in Jena) verh. I. 16. Januar 1571 in Wittenberg mit Prof. Dr. med. Heinrich Milich († 1585 in Schleiz); verh. II. 8. November 1587 in Jena mit dem Hofadvokaten in Jena Hieronymus Menius (* 30. Februar 1552 in Gotha; † 15. Februar 1623 in Jena)
4. To. Margarethe Schneidewein (* 14. Januar 1556 in Wittenberg; † 11. Februar 1620 in Torgau) verh. 22. Januar 1572 mit dem Bürgermeister von Torgau Benedikt Gadegast († 26. März 1581 in Torgau),
5. So. Christian Schneidewein, immatr. 2. Mai 1558 Uni. Wittenberg
6. So. Joachim Schneidewein (* ± 1558) Freisasse in Rosla, verh. mit Katharina Heirodt
7. So. Philipp Schneidewein (begr. 5. November 1559 in Wittenberg)
8. To. Elisabeth Schneidewein (* 16. Mai 1564 in Wittenberg; † 1. Juli 1596 in Nordhausen) verh. I. 11. Februar 1583 in Weimar mit Wolf Lauenstein († 16. Mai 1591 in Weimar), verh. II. ± 1592/93 in Nordhausen mit dem Hohensteinischen Rat und Kanzler Johann Stromer (* 1558 in Leipzig; † 6. Juli 1607 in Weimar)
9. So. Caspar Schneidewein, immatr. 2. Mai 1558 Uni. Wittenberg
10. So. Heinrich Schneidewein, immatr. 2. Mai 1558 Uni. Wittenberg, Ratskämmerer Weimar und verh. Euphrosina Kreich († ± 1587 in Weimar), To. d. Apothekers Lorentz Kreich (* Torgau) und der Maria Cranach, Tochter des Lucas Cranach der Ältere
11. So. Martin Schneidewein (~ 6. Dezember 1561 in Wittenberg; † 11. April 1562 ebenda)
12. So. Paul Schneidewein (~ 24. März 1565 in Wittenberg)
13. To. Barbara Schneidewein (~ 1. April 1567 in Wittenberg; † 7. September 1568 ebd.)

Viele Nachkommen Johann Schneideweins waren in der Goldenen Aue in der Schreibweise des Familiennamens als Schneidewin(d) als Rittergutsbesitzer, Bürgermeister und stolbergische Amtmänner, beispielsweise u. a. in Heringen/Helme, Auleben, Kelbra und Rottleben, ansässig. Zwei seiner Nachkommen wurden später in den erblichen Adelsstand erhoben: Benjamin Schneidewin, Herr auf dem Rittergut Rottleben, wurde am 5. März 1716 vom Kaiser bzw. am 5. Mai 1716 durch den Fürsten Ludwig Friedrich I. von Schwarzburg-Rudolstadt in seiner Funktion als Kaiserlicher Hofpfalzgraf in den erblichen Adelsstand erhoben; am 21. August 1909 und am 16. April 1910 wurde Gustav Schneidewind, Fürstlich schwarzburgischer Oberforstmeister und königlich preussischer Regierungs- und Forstrat a. D. der Adel bestätigt und erneuert. Eine weibliche Nachkommin Johann Schneideweins, Ferdinande Schneidewind, ehelichte den Rittergutsbesitzer Wilhelm von Schlotheim auf Uthleben und Auleben in der Goldenen Aue. Auch dessen Sohn Thilo Freiherr von Schlotheim, Rittergutsbesitzer auf Uthleben und Auleben und königlich preußischer Oberst, ehelichte wiederum mit Marie Schneidewind ebenfalls eine direkte Nachkommin des Wittenberger Juraprofessors Johann Schneidewind.
Johann Schneideweins Bruder Heinrich Schneidewein (Schneidewind) war Jurist, einer der ersten Juraprofessoren und Rektoren der neu gegründeten Universität Jena sowie sachsen-weimarischer Kanzler in Weimar und schwarzburgisch-sondershäusischer Kanzler in Arnstadt. Die Nachkommen beider Brüder führten den Familiennamen durchgehend wieder in der Form der Schreibweise Schneidewind.

## Werkauswahl
- Oratio de Lothari Saxone, recitata a clarissimo viro Iohanne Schneidevvein I. V. Doctore, et Professore in Academia Vuitebergensi, cùm insignia Doctoratus in vtro[que] Iure conferret doctrina et virtute praestanti viro VICTORI OTTINGEN Reualiensi, Die 3. Februarij, Anno Domini 1561. Wittenberg 1561 (Online)
- Die Historie des Leidens Christi in deutsche Verse verfasset, und seinen Leuten als eine tägliche Gebets-Formel recommendieret.
- In quatuor Institutionum Imperalium Justiniani libros, commentarii  Wittenberg 1573, Straßburg 1575 (Online), Coloniae Agrippinae 1740 (Digitalisat)
- Illustres, Aureae, solemnes, diuq[ue] exoptatae Quaestionum Variarum Apud Iuris Utriusque Interpretes Controversarum Decisiones & Discussiones. Ex Iure Caesareo, Pontificio, Et Saxonico ad Praxin Camerae accommodatae. Schönwetter, Frankfurt am Main 1599. (Digitalisat) Auch als Apostillas in Codicem, Frankfurt 1604 erschienen.
- Epitome In Usus Feudorum, Tributa in Partes novem, quarum sex antea quidem excusae, iam vero nonnullis in locis correctae, compluribus locupletatae; Tres reliquae recens accessere, & nunc primum in lucem . . .  Leopoldi Hackelmann, Antonius, Hannover 1595. (Digitalisat)
- (Mit Joachim von Beust und Konrad Mauser) Tractatus Connubiorum à Tribus praestantissimis Saxoniae Jctis conscripti, quorum primus I. Joachimi A Bevst ... In tres partes divisus est; Prima pars continet materiam Spons Aliorum. Altera Matrimoniorum. Tertia Dotium. Steinmann, Jena 1606. (Digitalisat)